# Marcela Restrepo

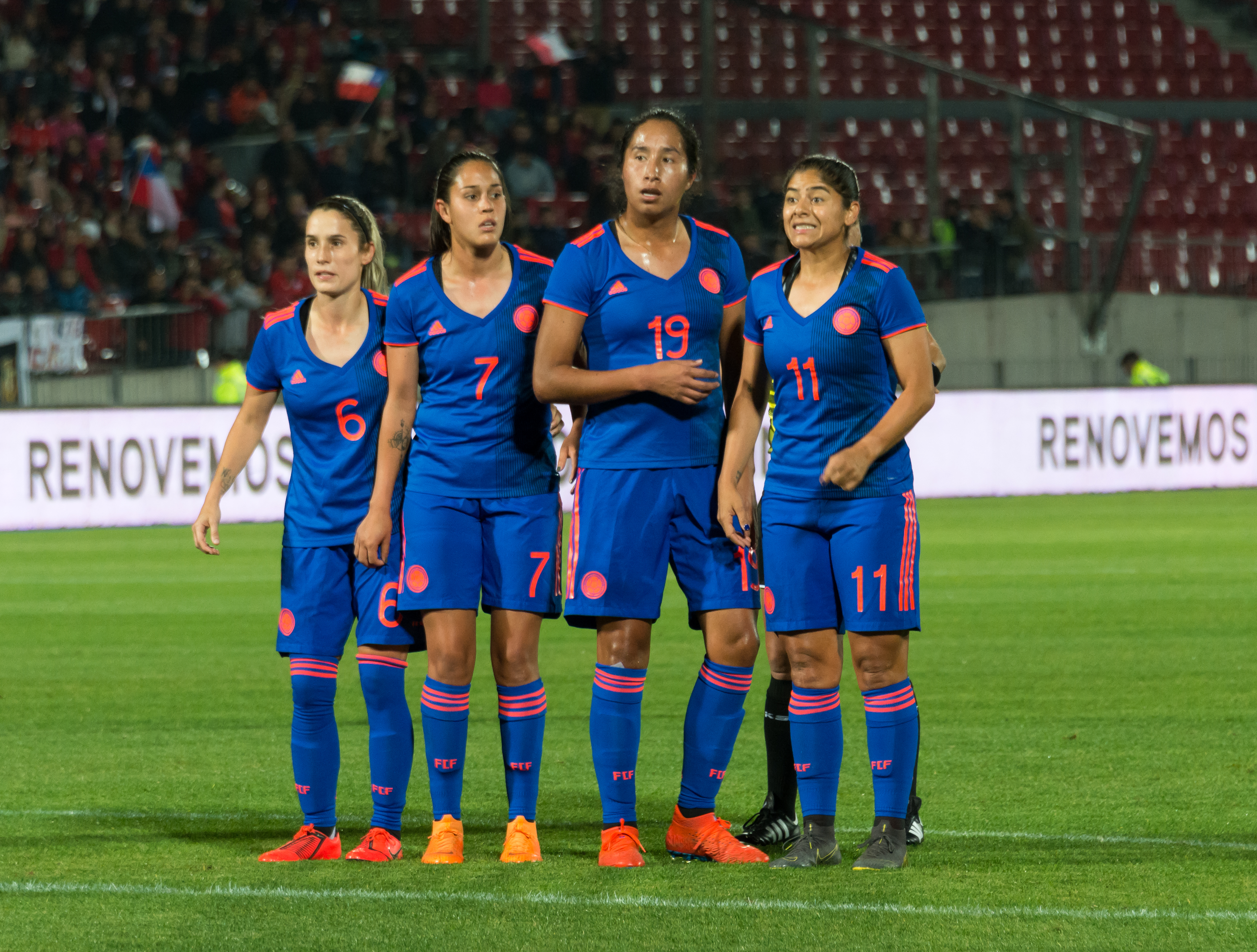
Restrepo, 2. von links nach einem Spiel gegen Chile (2019)

Marcela Restrepo Valencia (* 10. November 1995 in Dosquebradas) ist eine kolumbianische Fußballspielerin.

## Karriere

### Klub
Früh in ihrer Karriere war sie bis 2016 bei CD Generaciones Palmiranas. Zum Start des Jahres 2019 schloss sie sich Atlético Huila an, wo sie über den Verlauf des Jahres verblieb. Nach ein paar Monaten ohne Klub zog es sie dann nach Spanien, wo sie ab der Saison 2020/21 für UD Collerense aktiv war. Von dort wiederum wechselte sie im September 2021 weiter zu Sporting Gijón. Nach dem Abschluss der Saison hier ging es für sie in der Spielzeit 2022/23 dann weiter bei DUX Logroño.

### Nationalmannschaft
Mit der kolumbianischen U17 nahm sie an der Weltmeisterschaft 2012 teil und stand bei jeder Partie der Mannschaft in der Startelf.
Für die kolumbianische A-Nationalmannschaft wurde sie bereits zur Copa América 2018 nominiert, kam hier jedoch nicht zum Einsatz. Ihr erster bekannter Einsatz für die Mannschaft war erst bei den Zentralamerika und Karibikspielen 2018 am 19. Juli 2018 bei einer 0:1-Niederlage gegen Costa Rica. Dort stand sie auch in der Startelf und wurde zur 83. Minute für Carmen Rodallega ausgewechselt. Im Folgejahr nahm sie mit ihrer Mannschaft auch noch an den Panamerikanischen Spielen 2019 teil und gewann am Ende mit ihrem Team die Goldmedaille.
Im nächsten Jahr nahm sie mit ihrer Mannschaft bei den Panamerikanischen Spielen 2011 teil. Auch an den Zentralamerika- und Karibikspielen 2014 nahm sie teil. In dieses Jahr fiel auch ihre Teilnahme mit der Mannschaft an der Copa América 2014, wo man sich über den zweiten Platz für die Weltmeisterschaft 2015 qualifizierte. Dort hatte sie in jeder Partie einen Startelfplatz. Es folgte die Teilnahme an den Panamerikanischen Spielen 2015. Durch den Erfolg bei der Copa war ihre Mannschaft auch für das Olympiaturnier der Spiele 2016 qualifiziert, wo sie ebenfalls Stamm spielte.
In den nächsten Jahren verblieb sie erst einmal länger ohne weiteren Einsatz. Im Jahr 2023 folgte noch eine Reihe an weiteren Einsätzen. Am 4. Juli 2023 wurde sie für den finalen Kader bei der Weltmeisterschaft 2023 nominiert. Dort kam sie beim ersten Gruppenspiel gegen Südkorea per Einwechslung in der 76. Minute für Leicy Santos zu ihrem WM-Debüt, wurde in vier der fünf Spiele ihres Teams eingesetzt und schied mit der Mannschaft im Viertelfinale gegen die Engländerinnen aus.